# Patrik Andiné
Ulf Patrik Andiné, född 11 juli 1968 i Göteborg, är en svensk målare och tecknare, som är bosatt och verksam i Göteborg. 
Patrik Andiné utbildade sig vid Hovedskous målarskola 1988-90 och vid Kungliga Konsthögskolan 1990-95. 
Han fick 2010 Sten A Olssons kulturstipendium. Andiné finns representerad vid bland annat Göteborgs konstmuseum.